# 彭德爾頓 (紐約州)
彭德爾頓（英語：Pendleton）是一個位於美國紐約州尼亞加拉縣的鎮。

## 人口
根據2020年美國人口普查的數據，彭德爾頓的面積為70.85平方千米，當中陸地面積為70.15平方千米，而水域面積為0.70平方千米。當地共有人口6397人，而人口密度為每平方千米90人。